# 大厂站 (河北省)
大厂站是京唐城际铁路以及与其共线的京滨城际铁路上的一座铁路车站，位于中国河北省廊坊市大厂回族自治县邵府镇邵府村厂通路与祁夏路交叉口东北角处，现为未定等客运站。
大厂站为2台4线车站，2021年9月启动站房建设，2022年12月30日随京唐城际铁路建成而启用。
车站东南侧有大厂2路接驳。